# Přelovice
Přelovice (německy Pschelowitz) jsou obec v okrese Pardubice v Pardubickém kraji. Žije zde 222 obyvatel.

## Historie
První písemná zmínka o obci pochází z roku 1366.

## Obyvatelstvo
| Rok            | 1869 | 1880 | 1890 | 1900 | 1910 | 1921 | 1930 | 1950 | 1961 | 1970 | 1980 | 1991 | 2001 | 2011 | 2021 |
| -------------- | ---- | ---- | ---- | ---- | ---- | ---- | ---- | ---- | ---- | ---- | ---- | ---- | ---- | ---- | ---- |
| Počet obyvatel | 324  | 370  | 394  | 353  | 401  | 357  | 338  | 302  | 311  | 258  | 223  | 195  | 190  | 197  | 219  |
| Počet domů     | 43   | 50   | 56   | 57   | 69   | 70   | 77   | 82   | 80   | 73   | 70   | 88   | 87   | 89   | 96   |

## Obecní správa

### Obecní symboly
Znak a vlajka byly obci uděleny rozhodnutím předsedy Poslanecké sněmovny Parlamentu České republiky dne 27. února 2004.